# Gyenes Antal
Gyenes Antal (Mezőtúr, 1920. október 30. – Keszthely, 1996. január 18.) magyar hírlapíró, agrárközgazdász, országgyűlési képviselő, politikus, egyetemi tanár. A közgazdaság-tudományok kandidátusa (1962).

## Életpályája
1938-ban érettségizett a Mezőtúri Református Főgimnáziumban. 1939-ben beiratkozott a József Nádor Műszaki Egyetemre. 1938–1941 között párhuzamosan a Pázmány Péter Tudományegyetem Bölcsészettudományi Karán szociológiát és néprajzot is tanult. 1941-től tagja volt a kommunista pártnak. 1943-ban a Szabad Szó levelezési rovatát vezette. 1943. szeptember 11-én letartóztatták, a soroksári nyomozótáborba hurcolták, december 4-én vádemelés nélkül szabadon bocsátották. 1944-ben a KISZ főtitkára lett. 1945-től a Magyar Demokratikus Ifjúsági Szövetség sajtóosztályát vezette. 1945–1947 között nemzetgyűlési képviselő is volt. 1945–1947 között a Szabad Föld hetilap felelős szerkesztője volt. 1946–1948 között a Népi Kollégiumok Országos Szövetségének elnöke, 1948–1949 között főtitkára volt. 1948-ban – a tíz évvel korábban megkezdett tanulmányait befejezve – közgazdász diplomát szerzett. 1949-ben a Rajk-per miatt elvesztette állását, így marósként dolgozott két évig a Láng Gépgyárban. 1951–1954 között a Magyar Agrártudományi Egyetem Agrárgazdasági Tanszékén Nagy Imre egyetemi adjunktusa volt. 1954–1956 között a Társadalmi Szemle rovatvezetője volt. 1956. október 27. és 1956. november 1. között az első Nagy Imre-kormány begyűjtési minisztere volt. 1956. október 31-i miniszteri nyilatkozatában bejelentette a kötelező beszolgáltatás és a minisztérium felszámolását. 1956. november 7. és 1957. június 22. között az MSZMP IKB tagja volt. 1957–1965 között a Magyar Tudományos Akadémia Közgazdaság-tudományi Intézetének tudományos főmunkatársa volt. 1966–1968 között a Magyar Tudományos Akadémia Szociológiai Kutatóintézetének tudományos főmunkatársa volt. 1968–1984 között a Szövetkezeti Kutatóintézet igazgatója volt. 1973–1976 között a Magyar Tudományos Akadémia Szociológiai Bizottságának és az MTA–TMB Szociológiai és Demográfiai Szakbizottságának tagja volt. 1989-ben csatlakozott a Magyar Szocialista Párthoz.
Fontos szerepet játszott a földreform megvalósításában. Rövid ideig osztálytanácsos volt a Vallás- és Közoktatási Minisztériumban.

## Családja
Szülei: Gyenes Antal és Kiss Margit (1895–1961) voltak. Első felesége Makó Erzsébet (1922-?) volt. Három gyermekük született: ifj. Gyenes Antal (1946–1986) szociológus, kandidátus, Gyenes Zsuzsanna (1950–) vállalkozó és Gyenes János (1953–2008) biológus. Második felesége Bazsik Renáta orvos, radiológus volt.

## Művei
- Nagy Imre: Agrárproblémák (Társadalmi Szemle, 1946. 7.)
- A munkásosztály és a parasztság alapvető érdekeinek azonosságáról és a köztük lévő ellentét jellegéről (Propagandista, 1954)
- Az anyagi érdekeltség elve és alkalmazásának néhány problémája mezőgazdaságunkban (Társadalmi Szemle, 1954. 5.)
- Nagy Imre: Egy évtized. Válogatott beszédek és írások (Közgazdasági Szemle, 1954. 2.)
- Mezőgazdaságunk szocialista fejlődésének néhány kérdéséről (Társadalmi Szemle, 1955. 2-3.)
- Az egyszerűbb szövetkezeti formák szerepe termelőszövetkezeti mozgalmunkban (Társadalmi Szemle, 1956. 9.)
- A szövetkezeti intézmények, s szerepük a különböző gazdasági rendszerekben, különösen pedig a kapitalizmusból a szocializmusba való átmenet gazdaságában (Budapest, 1961)
- A szövetkezeti intézmények társadalmi-gazdasági természetéről (Közgazdasági Szemle, 1962. 11.)
- „Munkások” és „parasztok” a mezőgazdasági termelőszövetkezetekben (Valóság, 1968)
- A szövetkezés, szövetkezetek a szocializmusban. Országos Kisipari Szövetség–Szövetkezeti Kutató Intézet (Budapest, 1971) (Kisipari szövetkezetek kiskönyvtára)
- A szövetkezeti kutatás helyzete és feladatai Magyarországon (A Szövetkezeti Kutató Intézet Évkönyve, 1971)
- Erdei Ferenc: Város és vidéke (Társadalmi Szemle, 1971. 7.)
- A szövetkezeti vezetés néhány kérdéséről (Társadalmi Szemle, 1973. 5.)
- Szövetkezeti vezetés és demokrácia (Vezetés, 1973)
- Szövetkezetpolitikai, szövetkezeti ismeretek. MÉM Mérnök- és Vezető-továbbképző Intézet (Budapest, 1974)
- A szocialista tulajdon kérdéséhez (A Szövetkezeti Kutató Intézet Évkönyve, 1975)
- A termelőerők és a termelési viszonyok összhangja a termelőszövetkezetekben (Közgazdasági Szemle, 1975. 3.)
- Az állam és a szövetkezeti szocialista tulajdon néhány kérdéséről (Közgazdasági Szemle, 1976. 7-8.)
- A B.-i mezőgazdasági termelőszövetkezet. I–II. kötet. Szövetkezeti Kutatóintézet (Budapest, 1977)
- Sej, a mi lobogónkat fényes szelek fújják… népi kollégiumok. 1939–1949. (Szerkesztő többekkel; Budapest, 1977)
- Néhány gondolat a gazdasági demokráciáról (Közgazdasági Szemle, 1979. 1.)
- A fényes szelek nemzedéke. I–II. kötet. A népi kollégiumok. 1939–1949. (Budapest, 1980)

## Díjai
- Magyar Szabadság Érdemrend (ezüst, 1947)
- Kossuth Érdemrend (1948)
- Szocialista Hazáért Érdemrend (1967)
- Munka Érdemrend arany fokozata (1967)
- Munka Érdemrend arany fokozata (1970)
- Felszabadulási Jubileumi Emlékérem (1970)
- Szocialista Magyarországért Érdemrend (1985)